# Чирки (река)
Чирки (Чирка) — река в Хабаровском крае, правый приток реки Уссури.

## География
Река Чирки протекает по Хабаровскому краю, Дальневосточный федеральный округ, Амурский бассейновый округ.

## Описание
Река Чирки является равнинной рекой с сильно меандрированным руслом.
Длина реки 82 км, площадь водосбора 968 км². Правый приток Уссури, впадает в 12 км от устья. Питание происходит от стекающих с гор ручьёв, рек, а также за счёт снегового и дождевого пополнения. Режим паводка может длится до сентября, в ноябре река уже перемерзает (местами). В начале апреля начинается таяние снегов, к середине мая река сильно мелеет, во второй половине лета начинается подъём воды за счёт атмосферного питания.
Устье реки Чирки носило статус памятника природы с 1979 по 1997 гг. Здесь находится место размножения дальневосточной черепахи.

## Притоки
(указано расстояние от устья)
- 2 км Пилка
- 8 км Золотой
- 22 км Цыпа
- 26 км Одыр
- 40 км Зоя
- 52 км Белая речка
- 55 км Владимировка
- 67 км Малая Чирка
- 72 км Марьяновка
- 72 км Пискунова[3]

## Фауна
В реке обитают представители: карася, белого амура, вьюна, красноперки, леща, маринки, микижа (радужная форель), окуня, османа, пескаря, плотвы, ротана, ручьевой форели, сома, судака, толстолобика, усача, хариуса, щуки, угря.